# 포스코인터내셔널
포스코인터내셔널(영어: POSCO INTERNATIONAL)은 포스코 그룹에 속해 있는 글로벌 친환경 종합사업회사이다. 본사는 서울특별시 강남구 테헤란로 134 (포스코타워-역삼)에 있으며 지점은 인천광역시 연수구 컨벤시아대로 165 (송도동)에 있다. 전 세계에 위치한 80여개의 해외 네트워크를 이용해 트레이딩 영업과 유기적으로 연계된 투자를 확대하고 에너지, 철강, 식량 등 다양한 비즈니스의 전 과정에 직접 사업을 영위하는 '글로벌 친환경 종합사업회사'이다. 주요 품목으로 철강 및 철강원료, 곡물, 화학, 이차전지소재, 친환경차부품, 천연가스 등이며, 매출 비중은 철강 및 철강원료가 77.3%, 곡물 및 팜오일 등 식량이 14.7%를 차지하며 매출 규모는 2022년 37조 9,896억 원대이다.

## 역사
포스코인터내셔널은 1967년에 대한민국의 기업가 김우중 대우그룹 회장이 창립한 대우실업(주)을 모태로 한다. 1981년 대우개발이 대우실업을 흡수합병하여 1982년 주식회사 대우로 사명을 변경하였다. 2000년에 대우그룹이 해체되며 같은 해 12월 27일에 대우의 무역 부문을 인적분할로 인해 설립되었다. 2010년 10월에 포스코 그룹에 편입되었으며 2016년 3월에 포스코대우로 사명을 변경하였다. 2017년 포스코P&S의 철강사업부문을 인수 후, 2019년 3월에 포스코인터내셔널로 사명을 변경하였다. 2023년 1월 포스코에너지와의 합병을 통해 LNG 전 밸류체인을 완성하며 글로벌 친환경에너지 전문기업으로 거듭나고 있다.

## 사업
포스코인터내셔널은 해외에너지개발, 태양력/풍력/LNG 발전업, 국제무역(철강, 식량 등), 국내외 투자사업, 중소기업지원 등의 사업을 영위하며, 사업분야는 크게 에너지, 철강, 식량, 신성장사업으로 나뉜다.

### 에너지
[Upstream] 주요 성장동력인 석유가스 자원개발은 탐사부터 개발, 생산, 판매까지 E&P(Exploration & Production) 전 단계를 직접 수행한 미얀마 가스전을 포함하여 베트남 11-2 광구, 페루 8 광구, 동해-2 가스전 등 국내 및 세계 각지에서 이루어지고 있다.
[Midstream] 2017년 LNG트레이딩 분야 국내 최초 트레이더로서 LNG 거래를 개시하며 해외 프로젝트 개발 및 전문 트레이딩 역량과 광양LNG터미널을 활용하여 LNG트레이딩을 확대 중이다. 아울러 이를 연계한 수입터미널, 액화플랜트 등 LNG 해외 인프라 및 LNG벙커링 사업을 적극 추진 중에 있다.
[Downstream] 민자발전사업자(IPP, Independent Power Producer)로서 해외 발전 프로젝트의 개발부터 투자, 금융조달, 수행, 운영에 이르는 업무 수행 역량을 갖추어 포스코그룹사 에너지 전략에 부합하고 시너지 창출이 기대되는 사업을 추진하고 있다. 아시아 신흥국, 중남미, 아프리카 등 성장성이 높은 지역을 대상으로 가스복합화력 등 전략 발전원의 신규 IPP 사업 기회를 지속적으로 창출해 나갈 계획이다.
[친환경 에너지] 정부의 “재생에너지 3020” 및 “2050 탄소중립” 정책에 적극적으로 부응하여 다양한 신재생에너지 사업을 추진하고 있다. 2022년 육‧해상 풍력발전기업인 신안그린에너지의 경영권을 인수하는 등 2050 탄소중립 동참을 위하여 친환경 사업 포트폴리오를 확대해나갈 예정이다.

### 철강
[친환경 철강] 친환경 산업의 성장에 따라 친환경 철강 수요도 꾸준히 증가하고 있다. 포스코인터내셔널은 태양광, 풍력, 이차전지, 하이퍼루프 등 친환경 산업이 요구하는 철강소재 수요에 선제적으로 대응함으로써 Total Solution Provider로서의 역할을 충실히 해나갈 것이다.
[트레이딩] 글로벌 철강기업인 포스코를 중심으로 국내외 유수 철강사의 제품을 국내와 세계 각지의 파트너들과 함께 거래하고 있다. 반제품, 봉형강, 열연, 후판, 냉연, 도금 제품부터 에너지용 파이프, 자동차강판, 스테인리스, 철강원료에 이르기까지 세분화한 시장의 요구에 전문적으로 대응하고 있다. 또한 건설 및 자동차, 플랜트, 기계류, 조선, 에너지 등 전 산업 분야로 사업 영역을 확대해 나가며, 명실공히 국내외 밸류체인(Value Chain)을 통합한 철강 Total Solution Provider로서 위상을 높여가고 있다.
[모빌리티] 포스코모빌리티솔루션은 친환경차 구동모터코아, STS냉연·정밀재, 초극박 압연 등을 생산해 유통하고, 후판 가공 및 철구조물 등을 전문으로 제작하는 회사이다. 특히 친환경차(전기차/수소차), UAM, 드론 등에 사용되는 소재와 부품을 비롯해 친환경 구동모터코아, 모빌리티용 초극박 스테인리스 정밀재, 수소 연료전지 금속분리판, 배터리 파우치 소재, 스마트폰 부품 등 친환경 산업을 위한 다양한 제품을 생산하고 있다. 포스코모빌리티솔루션은 친환경 소재와 부품사업 경쟁력을 한층 더 공고히 하여 고객 가치를 창출하고, 경영 효율성을 높여 포스코그룹과의 시너지를 확대해 나갈 예정이다.
[온라인 플랫폼] 이스틸포유는 철강재 온라인 판매 플랫폼을 금융/물류/가공 서비스 등 가치 통합형 플랫폼으로 확장하기 위하여 2022년 4월 포스코인터내셔널에서 법인 독립하였다. 철강재 온라인 판매 전문 법인으로 거래 제품의 다양화 및 고객 편의성 제고를 위한 데이터 기반 서비스 확장 등 지속적인 사업 성장을 통해 국내 No.1 철강 전자상거래 플랫폼으로 도약을 목표로 하고 있다.

### 식량
[곡물사업] 국내 상사 중 유일한 런던곡물거래협회(GAFTA), 유지류거래업협회(FOSFA) 회원사인 포스코인터내셔널은 옥수수, 밀, 쌀, 대두 등 주곡을 중심으로 국내 수입 뿐만 아니라 전 세계 네트워크를 활용하여 아시아(한국, 중국 등), CIS (러시아, 우크라이나), 북/남미, 중동, 아프리카 지역에서의 삼국간 거래 확대를 통해 주요 곡물 트레이딩 업체로서 입지를 다지고 있다. 글로벌 주요 곡물 산지인 흑해 연안에서의 조달 경쟁력을 향상하고자 우크라이나 곡물터미널 사업을 진행중이며, 20여년간의 쌀 수입 비즈니스 경험을 토대로 미얀마 현지에서 쌀 산업 밸류체인의 핵심인 미곡종합처리장(RPC) 사업을 운영중이다.
[팜사업] '지속가능한 팜 사업회사'의 비전 아래 법규 준수, 환경 및 인권 분야에서 국제적인 기준을 준수하는 글로벌 기업으로서의 지위를 강화하기 위해 최선을 다하고 있으며, 이에 따라 팜 사업 환경사회정책인 NDPE(No Deforestation, No Peat, No Exploitation)를 선언하고 이행하며 국제 친환경 팜유 인증인 RSPO 및 안전보건 국제표준인 ISO 45001 인증을 취득하여 친환경 팜사업의 기반을 구축하고 있다. 또한 지역사회와의 상생을 위해 지역 주민들의 경제적 자립을 돕기 위한 다양한 프로그램을 운영하고 있으며, 지역사회와 함께 발전해 나가기 위한 노력을 지속적으로 이어나가고 있다. 향후 지속가능한 농장 사업의 확장 및 정제사업 진출을 기반으로 팜 산업 전후방 Value Chain을 견고하게 구축하여 친환경 팜 종합사업회사로서 미래를 선도하는 기업으로 도약할 예정이다.
[면방사업] 면화는 인류와 함께 해온 지속 가능한 친환경 섬유소재이며 우즈베키스탄은 연간 110만톤의 원면을 생산하는 세계 6위 원면 생산국이다. 현지의 풍부한 원면을 바탕으로 면방 법인을 운영하고 있으며, 우즈베키스탄 내 진출한 페르가나와 부하라에서 최대 해외 투자 기업으로 자리매김했다. 우즈베키스탄 정부의 섬유사업 육성을 위한 면화 재배지 민영화 정책 도입 후 면화재배 영농사업 진출을 통한 면방사업 밸류체인 구축을 목적으로 2022년 페르가나주 예자본 지역에 5,200ha 면화 재배지를 확보하였다. 향후 2030년까지 50,000ha까지 재배지를 확대하여 원료의 자급체계를 강화함과 동시에 조면, 착유사업 등 다양한 연계사업 투자를 진행 중에 있다. 이를 통해 글로벌 경쟁력을 보유한 선도적 면방사업자로서의 입지를 강화할 예정이다.

### 신성장 사업
[친환경 소재 사업] 글로벌 메이저 제조사는 물론 국내외 벤처기업들과의 파트너십을 바탕으로 친환경 소재 산업의 리딩 기업으로 변모 중이다. 친환경 및 순환경제라는 글로벌 시장 트렌드에 대응하고자 바이오 화학과 바이오 의약 등 바이오 산업 전 분야에 걸쳐 사업 영역을 확장하고 있으며, 재활용 플라스틱 등 친환경 소재 거래를 확대하고 있다. 특히, 바이오 플라스틱 및 바이오 의약 관련 투자를 통해 국내외 Value Chain을 통합하고 진정한 친환경 종합사업회로서 그 위상을 높여가고자 한다.
[친환경차 부품] 전세계 완성차사, Tier1부품사와의 네트워크를 바탕으로 친환경차 및 핵심부품 사업을 지속적으로 영위하고 있으며, 핵심 파트너사와의 전략 파트너십 및 해외 현지화 기반의 사업확장을 주도해 나가고 있다. 글로벌 구동모터코아 제조 거점을 바탕으로, 이와 연계되는 구동시스템 핵심부품 사업 모델로 진화해 나가고자 하며, 신성장 미래사업 영역인 수소차부품 및 스마트모빌리티 플랫폼 사업과 그룹사 연계 양극재, 음극재 공급 사업을 통해 지속가능한 성장 기반을 마련해 나가고자 한다.
[공공 인프라] 40년 이상의 해외 대정부 사업 경험과 해외공공조달사업 참여를 통하여 한국의 경쟁력 있는 중소기업들의 성장을 견인하고 있다. 또한 4차 산업 기술 기반의 공공 안전 사업에 집중하여 미래 성장동력을 만들어가고 있으며 이와 함께, 공항 등화설비, 철도, 합금철 전기로 등 인프라 및 산업플랜트 분야에서도 국내 강소 업체들과 협력을 통하여 지속적인 사업을 창출하고 있다. 

## 대우백화점
대우백화점은 대우인터내셔널이 운영했던 백화점으로, 1997년 11월 28일 경남 마산에 개점했다. 지하5층, 지상 20층 규모로 영업면적 32,929m²에 이르는 대형 쇼핑공간과 문화센터, 갤러리, 멤버십 스포츠 센터등을 갖추고 있다.
2014년 8월 19일 대우인터내셔널이 보유하고 있던 경남 창원 대우백화점과 부산 대우백화점 센트럴스퀘어를 롯데그룹에 매각하기로 결정하였다.롯데쇼핑은 2014년 9월 4일 포스코그룹 계열사인 대우인터내셔널, 포스코건설이 보유한 마산 대우백화점의 영업권과 베트남 다이아몬드플라자 지분을 2014년 9월 2일 인수했다고 밝혔다.

## 연표

### 대우실업 주식회사
- 1967년 3월: 대우실업 주식회사 창업
- 1969년 8월: 시드니지사 개설(대우 최초의 해외지사)
- 1969년 9월: 싱가폴지사,뉴욕지사 개설
- 1975년 5월: 종합상사 지정상공부고시 '종합무역상사 지정등에 관한 요령'에의거
- 1978년 최초의 플랜트수출수주International Tyre Manufacturing & Distribution Co.,Ltd.(수단 타이어공장)
- 1980년: 양산공장 신축 (부산공장)
- 1981년 11월: 제18회 수출의날 15억불 수출탑수상(4년 연속 최다액 수출)

### 주식회사 대우
- 1982년 1월: 대우개발(주)과 합병을 통한 주식회사 대우 출범
- 1983년 6월: 국내최초 월수출 5억불달성
- 1983년 11월: 제20회 수출의 날 25억불 수출탑수상
- 1984년 9월: 인도네시아 무수프탈산(P.A.) 플랜트합작투자계약
- 1985년 1월: 나이지리아에서 질소 비료 플랜트 수주
- 1987년 8월: 미얀마 철도차량 공장 준공
- 1988년 1월: :동베를린지사 설치 공산국가와 본격적인 교역추진
- 1989년 6월: 인도네시아 종합섬유합작공장 설립계약
- 1989년 7월: 잠비아, 에티오피아, 미얀마 봉제공장설립 계약
- 1990년 1월: 모스크바지사설치
- 1990년 12월: 미얀마 합판 제조공장 합작 설립 계약
- 1991년 10월: 북경 지사 설치
- 1992년 6월: 중국 대련 가방.텐트공장 본격가동
- 1993년 2월: 국내최초 페놀 플랜트 중국수출 계약
- 1993년 5월: 베트남 농약원제 생산 합작공장 설립계약
- 1993년 7월: '93 대전세계박람회참가,'인간과 과학관'개관
- 1995년 5월: 국내기업 최초,대북 협력사업 정부승인획득
- 1995년 10월: 국내 종합상사 최초,중국지주회사'난생대우유한공사'설립
- 1995년 10월: 중국 남경 판유리 합작생산 공장준공
- 1995년 11월: 베트남 최초 타포린 합작생산 공장준공
- 1996년 5월: 앙골라 대규모유전발견(지분 18.75%)
- 1996년 6월: 페루육상 유전인수 입찰수주/지분
- 1996년 11월: 제33회 무역의날 100억불 수출의탑 및 금탑산업훈장수상
- 1998년 11월: 제35회 무역의 날 150억불 수출의 탑 수상
- 1999년: (주)대우 등 대우계열 12개사 워크아웃 돌입

### 대우인터내셔널
- 2000년: 주식회사 대우인터내셔널 출범 (영업명: DAEWOO INTERNATIONAL/ISM)
- 2002년: 녹산 신축 공장 기공식 (부산공장)
- 2003년: 부산/양산공장 매각(부산공장)
- 2003년: 워크아웃 졸업
- 2004년: 미얀마 A-1가스전 탐사 성공
- 2004년: 녹산공장 이전 준공식(부산공장)
- 2005년: KRX 100지수 편입
- 2005년: 신용등급 BBB+ 획득
- 2005년: 정보화 우수기업 인증(2006 디지털지식경영대상)
- 2006년: 미얀마 A-3 가스전 탐사 성공
- 2006년: 정보화 우수기업 인증/ 우리사주 대상(노동부)
- 2007년: 신용등급 “A” 획득
- 2007년: 베트남 공장 준공식 (부산공장)
- 2008년: 우즈베키스탄 육상 35, 36 광구 탐사권 확보
- 2008년: 대우재판(동경법인) ISO 14001 인증 획득
- 2008년: 미얀마 가스전 가스판매계약 체결
- 2009년: 미얀마 가스전 탐사단계에서 개발단계로 진입
- 2010년: 출자전환주식 공동매각협의회와 포스코 간 주식매매 계약 체결
- 2010년: 이동희 대표이사 부회장 선임
- 2011년: 동해 6-1광구 탐사권 획득
- 2011년: 미얀마 가스전 산출시험 성공
- 2013년: 미얀마 가스전 생산 개시
- 2015년: 런던곡물거래업협회(GAFTA) 회원사 자격 취득
- 2016년: 유지류거래업협회(FOSFA) 회원사 자격 취득

### 포스코대우
- 2016년: 포스코대우로 상호변경
- 2017년: 포스코P&S 합병

### 포스코인터내셔널
- 2019년: 포스코인터내셔널로 상호변경
- 2019년: 우크라이나 곡물터미널 준공
- 2020년: 포스코SPS 분사
- 2021년: 미얀마 A-3광구 심해 신규 가스층 발견
- 2021년: 국내 최초 팜 사업 환경사회정책(NDPE 정책) 선언
- 2021년: 팜 사업 친환경 국제 인증(RSPO) 획득
- 2022년: 국내 상사 최초 국제 안전보건경영시스템(ISO 45001) 획득
- 2022년: 호주 세넥스 에너지 인수
- 2022년: 철강재 온라인 판매법인 이스틸포유(eSteel4U) 설립
- 2023년: 포스코에너지 합병

## 최근 동향
- 포스코P&S 합병
- 포스코SPS 분사
- 미얀마 A-3광구 심해 신규 가스층 발견
- 호주 세넥스 에너지 인수
- 철강재 온라인 판매법인 이스틸포유(eSteel4U) 설립
- 포스코에너지 합병

## 관련 드라마
드라마 미생은 만화가 윤태호의 원작을 바탕으로 제작되었으며, 바둑이 인생의 모든 것이었던 장그래(임시완 분)가 프로입단에 실패한 후, 냉혹한 현실에 던져지면서 벌어지는 회사 이야기를 현실적으로 그린 드라마이다.
최훈민 자문은 실제 대우 인터내셔널에서 2010년부터 4년간 근무한 경험으로 '미생' 촬영 내내 많은 배우, 제작진들에 도움을 주었다.

## 본사 및 지점 현황
- 본사: 서울특별시 강남구 테헤란로 134 (역삼동, 포스코타워-역삼)
- 지점: 인천광역시 연수구 컨벤시아대로 165 (송도동, 포스코타워-송도)